# Фаунтин (город, Миннесота)
Фаунтин (англ. Fountain /ˈfaʊntn/) — город в округе Филмор, штат Миннесота, США. На площади 2,1 км² (2,1 км² — суша, водоёмов нет), согласно переписи 2002 года, проживают 343 человека. Плотность населения составляет 159,6 чел./км².
- Телефонный код города — 507
- Почтовый индекс — 55935
- FIPS-код города — 27-22094[1]
- GNIS-идентификатор — 0643839[2]